# Proximus Group
Proximus Group (anteriormente conhecido como Belgacom Group) é uma empresa belga que fornece serviços digitais e soluções de comunicação no Benelux e no mercado internacional.
Foi fundada em 19 de julho de 1930 como RTT (Régie des Télégraphes et des Téléphones). Em 1992 a empresa passou a se chamar Belgacom, permanecendo assim até 2015, quando mudou para o nome Proximus.
O grupo atua na Bélgica através da marca Proximus e das subsidiárias Scarlet, Mobile Vikings, Proximus Media House, ConnectImmo, Doktr e Proximus Ada. A empresa também está presente em Luxemburgo por meio da Proximus Luxembourg, que opera sob as marcas Tango e Telindus. O grupo possui ainda uma subsidiária nos Países Baixos, a Telindus Nederland.
A Proximus também atua internacionalmente através das subsidiárias BICS e Telesign.
O governo da Bélgica é o principal acionista da empresa com 53,51% das ações.